# Pelourinho de Paçó
O Pelourinho de Paçó localiza-se na freguesia de Paçó, município de Vinhais, distrito de Bragança, em Portugal.
Este pelourinho encontra-se classificado como Imóvel de Interesse Público desde 1933.